# 章乃登
章乃登（？—？），浙江烏程人，清朝政治人物。貢生出身。
咸豐八年，接替田濤。擔任江蘇荆溪縣知縣。后由許美身接任。